# Kutapohaci
Kutapohaci is een bestuurslaag in het regentschap Karawang van de provincie West-Java, Indonesië. Kutapohaci telt 6831 inwoners (volkstelling 2010).